# Salomon Eger
Salomon Eger (geboren 1786 in Lissa; gestorben 1852 in Posen) war ein polnischer Oberrabbiner und jüdischer Gelehrter.
Er war der Sohn von Akiba Eger, Rabbiner in Kalisch und – als Nachfolger seines Vaters – seit 1837 Oberrabbiner in Posen. Er veröffentlichte u. a. eine Biographie seines Vaters (Berlin 1862).

## Weblink
- Salomon Eger. In: Virtual Shtetl.

| Personendaten    | Personendaten                                   |
| ---------------- | ----------------------------------------------- |
| NAME             | Eger, Salomon                                   |
| KURZBESCHREIBUNG | polnischer Oberrabbiner und jüdischer Gelehrter |
| GEBURTSDATUM     | 1786                                            |
| GEBURTSORT       | Lissa                                           |
| STERBEDATUM      | 1852                                            |
| STERBEORT        | Posen                                           |